# Фиц-Джералд, Эд
Эдвард Рэймонд Фиц-Джералд (англ. Edward Raymond Fitz Gerald, 21 мая 1924, Санта-Инез, Калифорния — 14 июня 2020, Фолсом, там же) — американский бейсболист, кэтчер. Выступал в Главной лиге бейсбола с 1948 по 1959 год. После завершения игровой карьеры работал тренером.

## Биография
Эдвард Рэймонд Фиц-Джералд родился 21 мая 1924 года в городе Санта-Инез в Калифорнии. Он был седьмым из восьми детей в семье Фрэнка и Иды Фиц-Джералдов. Его отец был разнорабочим на ферме и школьным сторожем, мать — домохозяйкой. Во время учёбы в школе он играл в бейсбол и баскетбол. После её окончания Эд поступил в Колледж святой Марии в Мораге, где учился его старший брат. В апреле 1943 года его призвали на военную службу. Начальную подготовку Фиц-Джералд проходил на базе Кэмп-Робертс, затем он служил в частях Национальной гвардии, расквартированных на Алеутских островах. Позже подразделение Эда было переброшено в Европу, он участвовал в боевых действиях на Рейне, а после окончания войны служил на немецко-австрийской границе.
В 1946 год Фиц-Джералд вернулся в Калифорнию и начал профессиональную бейсбольную карьеру, подписав контракт с клубом «Сакраменто Солонс». Сезон он начал в составе «Веначи Чифс» в Западной международной лиге. В 91 проведённом матче Эд отбивал с показателем 33,8 %. Также он сыграл 11 матчей за основной состав «Солонс». Сезон 1947 года он полностью провёл в «Сакраменто», став вторым в лиге с показателем отбивания 36,3 %. В октябре того же года Фиц-Джералд женился на Бетти-Энн Ридел. В браке они прожили 37 лет и вырастили шестерых детей. 
Зимой 1947/48 годов один из совладельцев клуба «Питтсбург Пайрэтс» певец Бинг Кросби выделил значительную сумму на подписание контрактов с молодыми игроками. Одним из новичков команды стал Фиц-Джералд. В Главной лиге бейсбола он дебютировал в День открытия сезона 19 апреля 1948 года. По ходу своего первого сезона в лиге Эд испытывал трудности в игре в защите, связанные с нехваткой опыта. Он пропустил пятнадцать подач, став худшим кэтчером лиги. Больше всего проблем у него возникало с наклболом питчера-ветерана Кирби Хигбе. В 1949 году Фиц-Джералд выходил на поле в 75 матчах, отбивая с показателем 26,3 %. На месте кэтчера он провёл 56 игр, оставаясь дублёром Клайда Маккалоха. Большую часть чемпионата 1950 года Эд провёл в фарм-клубе AAA-лиги «Индианаполис Индианс», где у него была регулярная игровая практика под руководством тренера Эла Лопеса, в прошлом кэтчера и участника Матча всех звёзд. 
В 1951 году Фиц-Джералд вернулся в «Пайрэтс», но по-прежнему оставался только вторым кэтчером команды. Он сыграл всего 55 матчей, отбивая с эффективностью 22,7 %. В следующем сезоне его игровое время сократилось ещё больше. Эду исполнилось 28 лет и было очевидно, что в клубе его не рассматривают как игрока стартового состава. Весной 1953 года он сыграл за Питтсбург в шести матчах, после чего был обменян в «Вашингтон Сенаторз». В новой команде Фиц-Джералд выходил на поле чаще, приняв участие в 88 играх. В регулярном чемпионате он отбивал с эффективностью 25,0 %, выбив три хоум-рана и набрав 39 RBI. В 1954 году он стал основным кэтчером «Сенаторз», проведя 115 матчей. По ходу сезона Эд установил личные рекорды по количеству выходов на биту, хитов и хоум-ранов. 
В последующие три сезона он отодвинулся на позицию третьего кэтчера «Сенаторз». На поле чаще выходили Брюс Эдвардс и Клинт Кортни. В 1956 году он сыграл 64 матча, в 1957 году — 45 матчей. Большую часть времени тренеры использовали Фиц-Джералда в роли пинч-хиттера. Двадцать седьмого июня 1958 года Эд вышел на замену в игре против «Чикаго Уайт Сокс» и не дал питчеру соперников Билли Пирсу сыграть совершенную игру.
В мае 1959 года «Сенаторз» обменяли Эда в «Кливленд Индианс» на кэтчера Хэла Нарагона и питчера Хэла Вудешика. В «Кливленде» его рассматривали как опытного ветерана, который мог бы заменить проводящего неудачный сезон Расса Никсона. Однако в июне Фиц-Джералд сломал большой палец на руке и пропустил месяц. Всего в регулярном чемпионате он сыграл за команду в 49 матчах, отбивая с эффективностью 27,1 %. В апреле 1960 года после окончания предсезонных сборов «Индианс» отчислили его.
Закончив играть, Эд начал тренерскую карьеру. В 1961 году он работал тренером буллпена в «Канзас-Сити Атлетикс», затем в течение трёх сезонов занимал аналогичную должность в «Миннесоте Твинс». В 1965 и 1966 годах Фиц-Джералд был главным тренером команды Калифорнийской лиги «Фресно Джайентс», фарм-клуба «Сан-Франциско».
После 1966 года он ушёл из бейсбола и вернулся в Сакраменто, где работал в калифорнийском отделении Государственного издательства США. В 1984 году умерла его супруга Бетти-Энн. Годом позже Эд женился второй раз на Верде Сернилья. С ней он прожил 35 лет, до её смерти в январе 2020 года. Сам Эд Фиц-Джералд скончался 8 июня 2020 года в возрасте 96 лет.